# Tour todo lo que soy
Todo lo que soy es el nombre de la cuarta gira realizada por la cantante mexicana Fey en apoyo a su álbum Primera fila. Con esta gira, la llamada 'Reina del Auditorio' recorrió las principales plazas de México y algunas ciudades deEstados Unidos y Centroamérica a lo largo de 2013-2014.

## Grabación del concierto
El show del 21 de abril en el Auditorio Nacional fue filmado para el lanzamiento de un Disco + DVD de la gira programado para septiembre de 2013. Pero finalmente salió a la luz el 17 de diciembre de 2014. Esto debido a retrasos por problemas de derechos de canciones y vídeo. 
Se tomarán algunas escenas del concierto realizado el 22 de febrero en el mismo Auditorio para ampliar la calidad del DVD.

### Escenario
Con la producción más elaborada de su carrera, Fey sorprende a los asistentes de su show con un escenario de primera categoría a dos niveles, 5 pantallas electrónicas de alta definición, escalinata LED, 42 reflectores, 6 rayos láser, cámara de humo, pirotecnia, ascensores y macro proyectores utilizados durante las proyecciones de "Frío" y "Lentamente".
El escenario y algunos aspectos del show, han sido comparados en diversas ocasiones con el realizado por la cantante americana Britney Spears en su gira Femme Fatale Tour.

### Canciones
El repertorio, como Fey lo venía anticipando, incluye canciones de todos sus trabajos discográficos, a excepción de Faltan Lunas.

### Sinopsis
Tras un video introductorio, Fey entra al escenario rompiendo estruendosamente el glaciar que la tiene cautiva; luciendo un minivestido blanco con "cola" larga trasparente a manera de capa en los hombros comienza la primera canción "Frío", acompañada de ocho bailarines. Tras el primer tema, Fey regresó con un nuevo atuendo, con un blusón oro y short para interpretar "Te pertenezco".
Para cantar "Barco a Venus", vuelve a cambiarse de vestimenta, luciendo chaleco a rayas y sombrero en la cual la pantalla trasmite los videos que ha grabado con los directores pasados . En tanto, para seguir con "Díselo con flores", luce una blusa en blanco y negro estampada de flores, un short negro y mallones negros transparentes. Previo a la siguiente canción "Gatos en el balcón", se proyectan imágenes de su hija y posteriormente interpreta "Desmargaritando El Corazón".
Tras una breve pausa, Fey regresa con un vestido en tonos rojo y verde para cantar el desgarrador tema dedicado a su fallecida Madre "Me haces tanta falta".
Con el mismo elegante vestido, continua su concierto, esta vez en versión acústica al cantar tres baladas: "Canela", "Subidón" y "Ni tú ni nadie".
El show continua con "Me enamoro de ti" y "Tierna la noche", con Fey vistiendo un blusón plateado, mallón negro, chalina violeta y zapatillas de ante café, apoyada por imágenes de edificios en las pantallas. Inmediatamente después, continua con "El cielo puede esperar".
El resto del recital incluye una energética versión de "Cielo líquido", tras la cual, Fey da paso al segmento electrónico de la noche con la sorprendente presentación de "Lentamente" en la que Fey se eleva sobre el escenario para dejar ver un largo vestido sobre el cual se proyectan imágenes. Continuando "Sé lo que vendrá", y el tema en inglés "Dressing to kill" en español se llama (Noche Ideal)  , para despedirse con "Azúcar amargo" y  "La noche se mueve".
Tras una larga pausa, Fey vuelve para interpretar "Media naranja" donde se transmite los discos que ha grabado anteriormente y finalmente cerrar el show con "Muévelo".

## Repertorio
1. "Video Introductorio | (Contiene Elementos de: Azúcar Amargo, Si Tengo Miedo y Vertigo)"
2. Frío
3. Te Pertenezco
  1. Popocatépetl (A cappella) - Sólo interpretada en Puebla.

Bloque Rock
1. Barco A Venus
2. Díselo Con Flores

Bloque Pop
1. Gatos En El Balcón
2. Tierna La Noche
3. Desmargaritando El Corazón
4. Me Haces Tanta Falta

Bloque Acústico
1. Canela
2. Subidón
3. Ni Tú Ni Nadie
4. Me Enamoro de Ti
  1. El Cielo Puede Esperar - Sólo en Auditorio Nacional de 22 de Feb. y contó con la participación de Aleks Syntek.

Bloque Electrónico
1. Cielo Líquido
2. Lentamente
3. Sé Lo Que Vendrá
4. Dressing To Kill

Bloque de despedida
1. La Noche Se Mueve
  1. Bailando Bajo la Lluvia (A cappella) - Sólo interpretada en Zacatlán, Puebla.
2. Azúcar Amargo

Cierre
1. Media Naranja
2. Muévelo

## Fechas del Tour Todo lo que Soy
| Fecha                    | Ciudad           | País           | Lugar                            | Asistencia              |
| ------------------------ | ---------------- | -------------- | -------------------------------- | ----------------------- |
| Norte América            |                  |                |                                  |                         |
| 22 de febrero de 2013    | Ciudad de México | México         | Auditorio Nacional               | 10,000 / 10,000 (100%)  |
| 16 de marzo de 2013      | Acapulco         | México         | Fórum de Mundo Imperial          | 2,000 / 2,212 (90%)     |
| 19 de abril de 2013      | Monterrey        | México         | Auditorio Banamex                | 3,974 / 4,100 (97%)     |
| 21 de abril de 2013      | Ciudad de México | México         | Auditorio Nacional               | 9,945 / 10,000 (99%)    |
| 27 de abril de 2013      | Guadalajara      | México         | Auditorio Telmex                 | 4,523 / 5,071 (90%)     |
| 1 de junio de 2013       | Puebla           | México         | Auditorio CCU                    | 3,147 / 3,272 (96%)     |
| 8 de junio de 2013       | Querétaro        | México         | Auditorio Josefa O. De Domínguez | 1,805 / 2,125 (87%)     |
| 20 de julio de 2013      | Veracruz         | México         | Macroplaza del Malecón           | 5,000 / 5,000 (100%)    |
| 17 de agosto de 2013     | Zacatlán         | México         | Explanada Palacio Municipal      | 3,000 / 3,000 (100%)    |
| 15 de septiembre de 2013 | Puebla           | México         | Estrella de Puebla               | 4,300 / 4,300 (100%)    |
| 21 de septiembre de 2013 | Zacatecas        | México         | Teatro del Pueblo                | 4,500 / 4,500 (100%)    |
| 16 de octubre de 2013    | Guadalajara      | México         | Auditorio Benito Juárez          | 3,466 / 4,300 (80%)     |
| 9 de noviembre de 2013   | Mérida           | México         | Palenque Feria Xmatkuil          | 1,438 / 2,200 (64%)     |
| 27 de febrero de 2014    | Veracruz         | México         | Auditorio Benito Juárez          | 4,200 / 4,200 (100%)    |
| 20 de marzo de 2014      | Villahermosa     | México         | Teatro del Pueblo                | 6,000 / 6,000 (100%)    |
| 29 de marzo de 2014      | Cuernavaca       | México         | Teatro del Pueblo                | 3,800 / 3,800 (100%)    |
| 14 de mayo de 2014       | Michoacán        | México         | Expo Feria Michoacán             | 7,000 / 7,000 (100%)    |
| 8 de agosto de 2014      | Durango          | México         | Durango Palenque                 | 2,300 / 3,100 (74%)     |
| 18 de septiembre de 2014 | Hollywood, CA    | Estados Unidos | Circus Disco                     | 2,100 / 2,100 (100%)    |
|                          |                  |                | TOTAL                            | 80,398 / 84,180 (95.5%) |

## Fechas Del Tour Promocional
| Fecha                   | Ciudad           | País           | Lugar                    | Evento                    |
| ----------------------- | ---------------- | -------------- | ------------------------ | ------------------------- |
| 28 de agosto de 2012    | Monterrey        | México         | Arena Monterrey          | Concierto Genesis Platino |
| 20 de octubre de 2012   | Ciudad de México | México         | Televisa                 | Una Noche Con Yuri        |
| 27 de octubre de 2012   | Ciudad de México | México         | Palacio de los Deportes  | Concierto EXA             |
| 29 de noviembre de 2012 | Guadalajara      | México         | Auditorio Telmex         | Evento 40                 |
| 27 de febrero de 2013   | Monterrey        | México         | Element Live Bar         | EXÁcustico                |
| 7 de mayo de 2013       | Ciudad de México | México         | Televisa                 | México Suena 1N           |
| 30 de mayo de 2013      | Mérida           | México         | Plaza Sendero            | Concierto EXA             |
| 3 de julio de 2013      | Tampico          | México         | Expo Tampico             | Concierto EXA             |
| 13 de julio de 2013     | Guatemala        | Guatemala      | Grand Tikal Futura Hotel | Teletón                   |
| 24 de julio de 2013     | Acapulco         | México         | Palladium Club           | Fey & DJ Pelos            |
| 15 de agosto de 2013    | Austin           | Estados Unidos | Moody Theater            | Texas Awards              |
| 10 de noviembre de 2013 | Santa Fe         | México         | Expo Bancomer            | MundoRosa                 |
| 20 de diciembre de 2013 | Acapulco         | México         | Mega Feria Imperial      | Fey & DJ Pelos            |
| 16 de enero de 2014     | Ciudad de México | México         | José Cuervo Salón        | OCESA Fest                |

- Datos: Q5477142